# Walenty Roździeński
Walenty Roździeński (* um 1570 in Roździeń, heute im Kattowitzer Stadtteil Szopienice-Burowiec; † 1641 ebenda; manche Quellen nennen 1560 und 1622 als Geburts- bzw. Todesdatum) war ein schlesischer Schmiedemeister, Verwalter von Hüttenwerken und Schriftsteller.

## Leben und Werk
Roździeński war der Sohn von Jakub Bruska (oder Brusiek), der ursprünglich aus der Ortschaft Brusiek bei Koschentin stammte und Schenkenbesitzer in Roździeń war, seine Mutter hingegen entstammte einer Bogutschützer Schmiedefamilie, die seit Generationen mit dem Schmiede- und Eisengießerhandwerk verbunden war und denen auch die Schmiede in Roździeń gehörte. Nachdem Walenty diese übernommen hatte, änderte er seinen Familiennamen in Roździeński. 1595 geriet er mit Katarzyna Salomon, einer Großgrundbesitzerin aus Myslowitz, wegen der Schmiede in Konflikt und wurde nach einem verlorenen Besitz-Prozess sogar zu einer Gefängnisstrafe verurteilt. Diese blieb ihm jedoch, dank der Hilfe seines Mäzens Andreas Freiherr von Kochtizky, Besitzer von mehreren Eisengießereien und Schmiedewerkstätten, erspart. Roździeński musste aber nach Krakau flüchten, wo er Officina ferraria, abo huta y warstat z kuźniami szlachetnego dzieła żelaznego (Officina ferraria, oder eine Eisenhütte und Schmiedewerkstatt des edlen Eisenhandwerks) schrieb und 1612 in der Druckerei von Szymon Kempin herausgab. Das war das erste literarische Werk dieser Art auf Polnisch. Im Konzept verbindet es praktische, handwerksbezogene Informationen mit Reimform. Roździeński beschrieb in diesem Werk sowohl die Geschichte des Eisenhandwerks als auch die Arbeits- und Lebensweise schlesischer Bergleute, Eisengießer und Schmiede seiner Zeit. Nach dem Tod seiner Antagonistin (Salomon) 1614 kehrte er nach Schlesien zurück, wo er zusammen mit seinem Bruder erneut die Großschmiede übernahm. Er starb 1641 in Roździeń.
Sein Werk Officina ferraria blieb über 300 Jahre verschollen und erst 1929 wurde ein erhaltenes Exemplar von 1612 in Gnesen zufällig wiedergefunden. Seitdem wurde es mehrmals auf Polnisch und 1976 (dank Prof. Jerzy Piaskowski) auch auf Englisch herausgegeben.